# مقاطعة سقز
مقاطعة سقز (بالفارسية: شهرستان سقز) هي إحدى مقاطعات في محافظة كردستان في إيران. مركز مقاطعة فسا هو مدينة سقز.